# مقاطعة باراجا (ميشيغان)
مقاطعة باراجا هي مقاطعة تقع في شبه الجزيرة العليا بولاية ميشيغان الأمريكية، بلغ عدد سكانها 8٬860 نسمة بحسب تعداد 2010، عاصمتها لانسي، تبلغ مساحتها 2٬768 كيلومتر مربع.

## التقسيمات الإدارية
- لانسي.